# Басалик, Юрий Михайлович
Юрий Михайлович Басалик (12 мая 1942, Львов, Украинская ССР, СССР — 16 сентября 1982, Львов, Украинская ССР, СССР) — советский футболист, нападающий. Обладатель кубка СССР 1969. Мастер спорта СССР.

## Биография
Воспитанник львовской ДЮСШ-4. Окончил Львовский институт физкультуры.
Ярко проявил себя ещё в школьные годы — в юниорских соревнованиях. В 1960—1961 годах выступал за львовский СКА, следующие 2 года провёл в цветах киевского «Динамо». Однако из-за серьёзной травмы ноги Басалик провел в двух чемпионатах только 14 игр.
В 1963 году Юрий был призван на военную службу, которую он проходил в московском ЦСКА. Там талант футболиста раскрылся ещё больше — футболист стал игроком основного состава, дважды, в 1964 и 1965 годах, выигрывал бронзовые медали чемпионата СССР. В первенствах страны он провел за ЦСКА 66 поединков, в которых забил 9 мячей.
В 1966 году нападающий вернулся в родной Львов, где один сезон выступал за СКА, а затем три года — за «Карпаты», с которым стал обладателем кубка СССР 1969. Басалик принял участие в крупнейшей победе «зелено-белых» за всю историю клуба: 12 августа 1968 года во Львове украинский клуб выиграл у белорусского «Неман» (Гродно) со счетом 8:0. Юрий отметился одним голом. Басалик сыграл за «Карпаты» 98 матчей, в которых забил 10 голов.
Завершал карьеру в одесском «Черноморце» и луцком «Торпедо».
Умер во Львове 16 сентября 1982 года за своим рабочим столом от кровоизлияния в мозг, вызванного употреблением алкоголя и хронической гипертонией.

## Достижения
- Обладатель кубка СССР: 1969.